# Ron Mueck
Ron Mueck (1958) es un escultor hiperrealista australiano que actualmente trabaja en el Reino Unido.

## Biografía
Nacido en Melbourne, Australia de padres alemanes creció ayudando en el negocio familiar de fabricación de muñecas y títeres. Trabajó como director creativo en programas infantiles de la televisión australiana, antes de trasladarse a Estados Unidos, trabajando allí en cine y publicidad. Mueck se mudó a Londres para establecer su propia compañía, creando utilería y “animatrónicos” para la industria de la publicidad. A pesar de ser altamente detallados sus trabajos, eran diseñados para ser fotografiados desde un ángulo muy específico, ocultando así el desorden de la obra vista desde otro ángulo. Mueck con más y más frecuencia deseaba producir esculturas que se vieran perfectas desde cualquier ángulo.
En 1996 Mueck cambió hacia el “otro bando” colaborando con su suegra Paula Rego, para producir una pequeña figura de Pinocho como parte de una escena que ella estaba mostrando en la Galería Hayward. Rego lo presentó con Charles Saatchi quien inmediatamente quedó sorprendido con su trabajo y comenzó a coleccionar y solicitar trabajos. Esto lo dirigió hacia la creación que le dio renombre a Mueck y lo hizo conocido por el gran público, “Dead Dad” (Papá muerto) que es una hiperrealista obra de silicona y otros materiales hecha a partir de la memoria y la imaginación, del cuerpo de su padre recientemente fallecido, reducido aproximadamente a dos tercios del tamaño natural. Es la única obra de Mueck en que usó su propio pelo para el producto final.
Las esculturas de Mueck reproducen partes íntimas del cuerpo humano, pero juega con la escala para crear imágenes que nos sacuden. Elaboradas con fibra de vidrio, silicona y acrílico, casi siempre desnudas, haciendo labores cotidianas, o simplemente acostadas o sentadas, de realismo extremo, juega con la escala para producir enormes o diminutas figuras impactantes.
Su obra de cinco metros “Boy”, fue mostrada en 1999 en el “Millenium Dome” y más tarde se exhibió en la “Biennale de Venecia”.
Éste escultor formó parte de la exposición “Sensation” que causó polémica y otras reacciones extremas entre los críticos y el público. La pieza que expuso en esa ocasión era “Dead Dad”. Esa exposición incluyó también a otros “nuevos” artistas británicos como Damien Hirst y los hermanos Jake y Dinos Chapman, que llevan su quehacer a extremos definitivamente estremecedores.